# Battle of Britain Range
Battle of Britain Range är ett berg i Kanada.   Det ligger i provinsen British Columbia, i den centrala delen av landet, 3 600 km väster om huvudstaden Ottawa. Toppen på Battle of Britain Range är 2 127 meter över havet.
Terrängen runt Battle of Britain Range är bergig åt nordost, men åt sydväst är den kuperad. Trakten runt Battle of Britain Range är nära nog obefolkad, med mindre än två invånare per kvadratkilometer.. Det finns inga samhällen i närheten. 
Trakten runt Battle of Britain Range består i huvudsak av gräsmarker.